# Manche (departement)
Manche je francouzský departement ležící v regionu Normandie. Název pochází od moře Lamanšského průlivu, které omývá značnou část jeho obvodu. Hlavní město je Saint-Lô. 

## Historie
Manche je jedním z 83 původních departementů, založených během francouzské revoluce roku 1790.

## Geografie

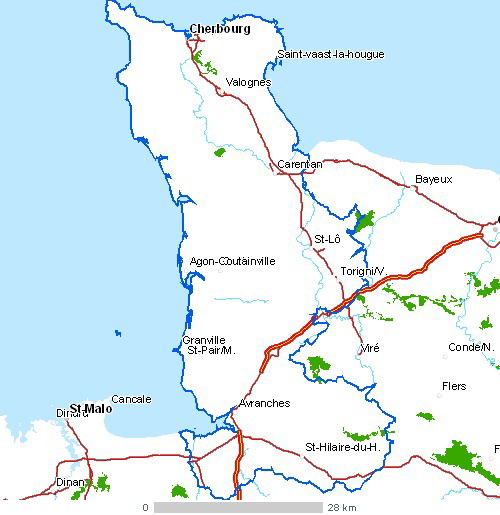
Mapa departementu Manche

## Nejvýznamnější města

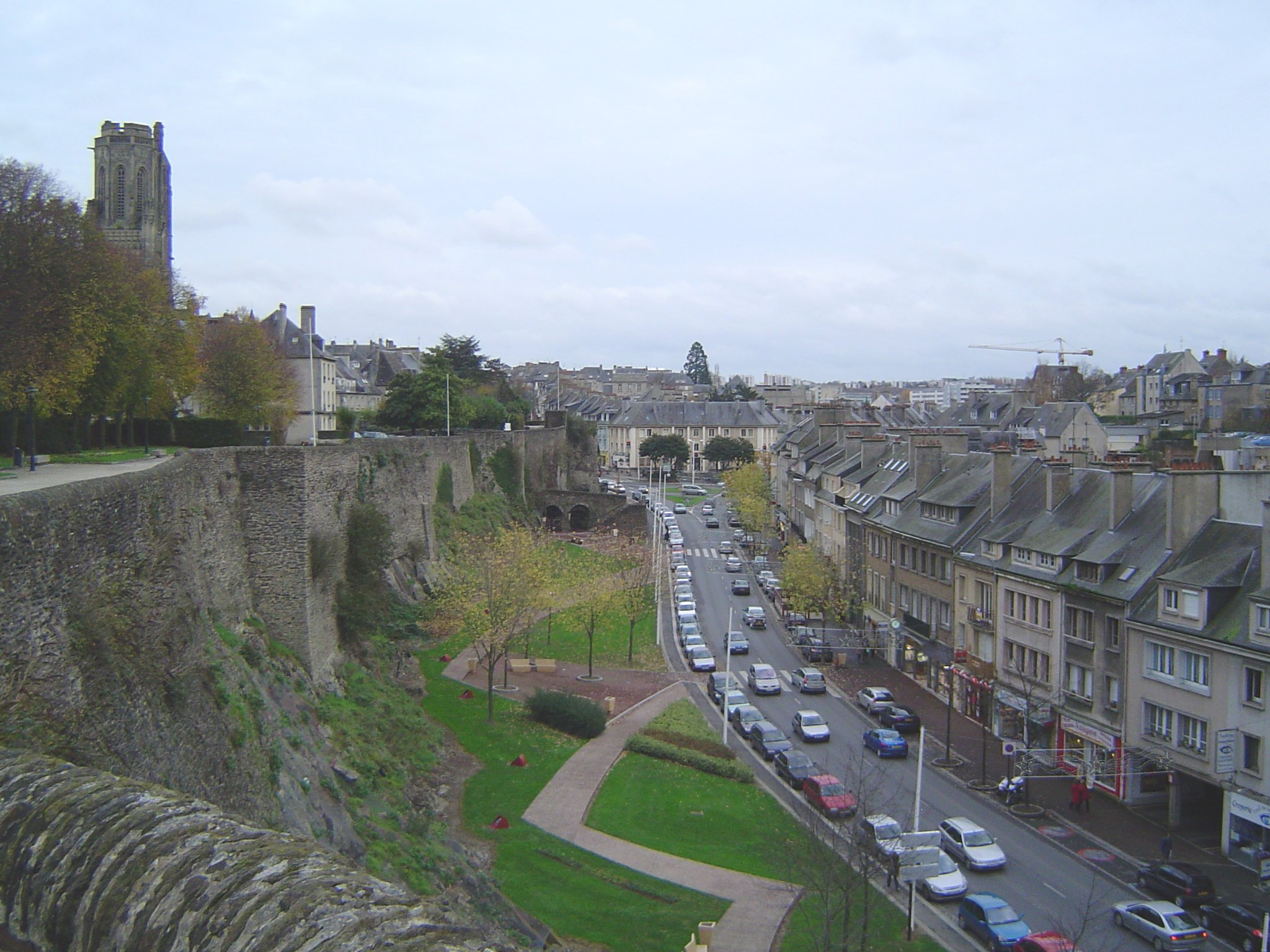
Saint-Lô

- Cherbourg-en-Cotentin
- Saint-Lô
- Granville
- Coutances
- Avranches
- Valognes
- Carentan